# Wanty-Groupe Gobert/Saison 2016
Diese Liste beschreibt die Mannschaft und die Erfolge des Radsportteams Wanty-Groupe Gobert in der Saison 2016.

## Erfolge in der UCI WorldTour
In den Rennen der UCI WorldTour Saison 2016 der UCI WorldTour gelangen die nachstehenden Erfolge.
| Datum     | Rennen           | Sieger            |
| --------- | ---------------- | ----------------- |
| 17. April | Amstel Gold Race | Enrico Gasparotto |

## Erfolge in der UCI Europe Tour
In den Rennen der UCI Europe Tour Saison 2016 der UCI Europe Tour gelangen die nachstehenden Erfolge.
| Datum       | Rennen                                       | Kat. | Sieger            |
| ----------- | -------------------------------------------- | ---- | ----------------- |
| 8. Mai      | 5. Etappe Vier Tage von Dünkirchen           | 2.HC | Kenny Dehaes      |
| 14. Mai     | 3. Etappe Rhône-Alpes Isère Tour             | 2.2  | Jerome Baugnies   |
| 15. Mai     | 3. Etappe Tour de Picardie                   | 2.1  | Kenny Dehaes      |
| 12. Juni    | Ronde van Limburg                            | 1.1  | Kenny Dehaes      |
| 29. Juni    | Internationale Wielertrofee Jong Maar Moedig | 1.2  | Jerome Baugnies   |
| 9. Juli     | 7. Etappe Österreich-Rundfahrt               | 2.1  | Frederik Backaert |
| 25. Juli    | 3. Etappe Tour de Wallonie                   | 2.HC | Dimitri Claeys    |
| 21. August  | GP Jef Scherens                              | 1.1  | Dimitri Claeys    |
| 24. August  | Druivenkoers                                 | 1.1  | Jerome Baugnies   |
| 11. Oktober | Nationale Sluitingprijs                      | 1.1  | Roy Jans          |
|             | Teamwertung UCI Europe Tour 2016             |      |                   |

## Zugänge – Abgänge
| Zugänge          | Team 2015          | Abgänge             | Team 2016                               |
| ---------------- | ------------------ | ------------------- | --------------------------------------- |
| Guillaume Martin | Neoprofi           | Björn Leukemans     | Laufbahn beendet                        |
| Björn Thurau     | Bora-Argon 18      | Tim De Troyer       | Vérandas Willems                        |
| Dimitri Claeys   | Vérandas Willems   | Frederique Robert   | Crelan-Vastgoedservice Continental Team |
| Robin Stenuit    | Veranclassic-Ekoï  | James Vanlandschoot | Laufbahn beendet                        |
| Gaetan Bille     | Vérandas Willems   | Mirko Selvaggi      | Androni Giocattoli-Sidermec             |
| Kenny Dehaes     | Lotto Soudal       | Francis De Greef    | Laufbahn beendet                        |
| Antoine Demoitié | Wallonie-Bruxelles | Jan Ghyselinck      | Vérandas Willems                        |
| Thomas Degand    | IAM Cycling        | Yannick Eijssen     | Crelan-Vastgoedservice Continental Team |
| Mark McNally     | Madison Genesis    |                     |                                         |

## Mannschaft
| Teamkader 2016                                             | Teamkader 2016     | Teamkader 2016         | Teamkader 2016                                      |
| Name                                                       | Geburtsdatum       | Land                   | Vorheriges Team                                     |
| ---------------------------------------------------------- | ------------------ | ---------------------- | --------------------------------------------------- |
| Simone Antonini                                            | 12. Februar 1991   | Italien                | Marchiol Emisfero (2014)                            |
| Frederik Backaert                                          | 13. März 1990      | Belgien                | EFC-Omega Pharma-Quick Step (2013)                  |
| Jérôme Baugnies                                            | 1. April 1987      | Belgien                | To Win-Josan (2013)                                 |
| Gaëtan Bille                                               | 6. April 1988      | Belgien                | Verandas Willems (2015)                             |
| Dimitri Claeys                                             | 18. Juni 1987      | Belgien                | Verandas Willems (2015)                             |
| Thomas Degand                                              | 13. Mai 1986       | Belgien                | IAM Cycling (2015)                                  |
| Kenny Dehaes                                               | 10. November 1984  | Belgien                | Lotto-Soudal (2015)                                 |
| Antoine Demoitié (1. Jan.–27. Mär., Anm.)                  | 16. Oktober 1990   | Belgien                | Wallonie-Bruxelles (2015)                           |
| Tom Devriendt                                              | 29. Oktober 1991   | Belgien                | Team 3M (2014)                                      |
| Boris Dron                                                 | 17. März 1988      | Belgien                | Wallonie-Bruxelles (2014)                           |
| Enrico Gasparotto                                          | 22. März 1982      | Italien                | Astana (2014)                                       |
| Roy Jans                                                   | 15. September 1990 | Belgien                | An Post-Sean Kelly (2012)                           |
| Marco Marcato                                              | 11. Februar 1984   | Italien                | Cannondale (2014)                                   |
| Guillaume Martin                                           | 9. Juni 1993       | Frankreich             | Club Cycliste d'Étupes (2015)                       |
| Mark McNally                                               | 20. Juli 1989      | Vereinigtes Königreich | Madison Genesis (2015)                              |
| Marco Minnaard                                             | 11. April 1989     | Niederlande            | Rabobank Development (2013)                         |
| Danilo Napolitano                                          | 31. Januar 1981    | Italien                | Acqua & Sapone (2012)                               |
| Lander Seynaeve                                            | 29. Mai 1992       | Belgien                | EFC-Omega Pharma-Quick Step (2014)                  |
| Robin Stenuit                                              | 16. Juni 1990      | Belgien                | Veranclassic-Ekoï (2015)                            |
| Björn Thurau                                               | 23. Juli 1988      | Deutschland            | Bora-Argon 18 (2015)                                |
| Kévin Van Melsen                                           | 1. April 1987      | Belgien                | Bodysol-Euromillions-Pôle Continental Wallon (2008) |
| Frederik Veuchelen                                         | 4. September 1978  | Belgien                | Vacansoleil-DCM (2013)                              |
| Jenthe Biermans (1. Aug.–31. Dez., Stagiaire)              | 30. Oktober 1995   | Belgien                | SEG Racing Academy (2016)                           |
| Xandro Meurisse (1. Aug.–31. Dez., Stagiaire)              | 31. Januar 1992    | Belgien                | An Post-ChainReaction (2015)                        |
| Miles Scotson (11. Aug.–31. Dez., Stagiaire)               | 18. Januar 1994    | Australien             | Jayco-AIS World Tour Academy (2015)                 |
|                                                            |                    |                        |                                                     |
| Quellen: ProCyclingStats Cycling Quotient Cycling Archives |                    |                        |                                                     |

Anmerkung: Antoine Demoitié, starb an den Folgen eines Rennunfalls